# Ermindo Onega
Ermindo Ángel Onega (Las Parejas, Santa Fe; 4 de abril de 1940-Lima, Buenos Aires; 21 de diciembre de 1979) fue un futbolista argentino. Su paso más recordado fue en el Club Atlético River Plate, donde jugó desde 1957 hasta 1968. Era el hermano mayor de Daniel Onega, también exfutbolista de River Plate y Racing Club, entre otros.  Jugó con la selección argentina en el Mundial de Inglaterra 1966.

## Trayectoria

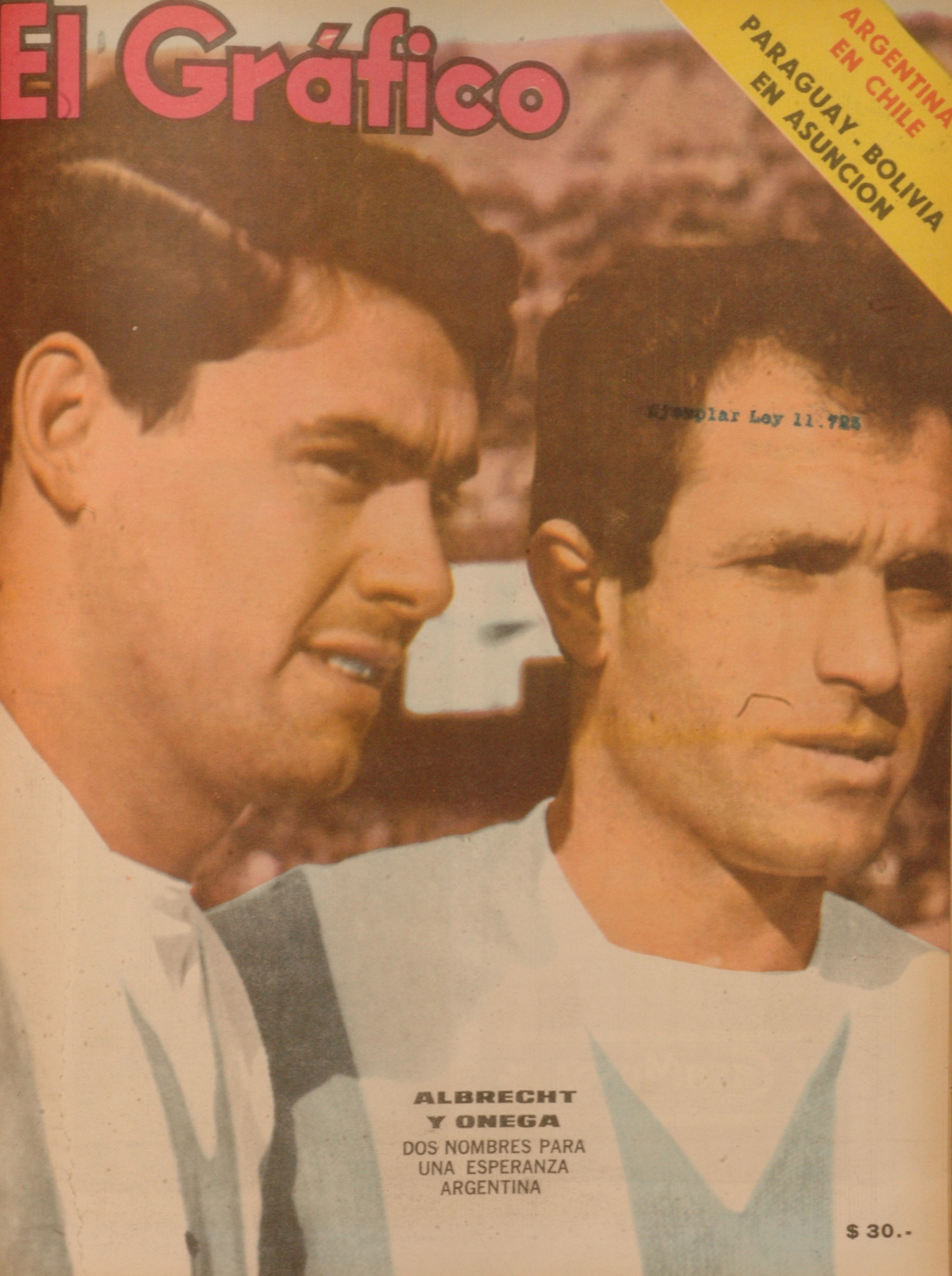
José Rafael Albrecht y Onega en 1965.

Ermindo Ángel Onega, apodado el Ronco, se inició futbolísticamente en Sportivo Las Parejas de su pueblo natal. Jugaba de volante ofensivo y delantero. Con Sportivo consiguió el Campeonato de Primera División de la Liga Cañadense de Fútbol de 1955, de forma invicta. En el año 1957 fue llevado por Renato Cesarini directamente al primer equipo de River Plate. 
Su trayectoria profesional comenzó el 15 de diciembre de 1957, cuando River Plate, ya campeón de ese torneo, cayó derrotado 5:1 por San Lorenzo en el Gasómetro, y no pudo conseguir ningún otro título en el resto de su carrera. 
En River jugó entre 1957 a 1968, 222 partidos y anotó 98 goles. En 1972 jugó 30 partidos por Vélez Sársfield, y anotó 6 goles. En el ínterin había fichado para Peñarol, de Montevideo, donde se coronó campeón de la Supercopa de Campeones Intercontinentales en 1969, siendo pieza clave del conjunto Carbonero a lo largo del Torneo. Tras un breve paso por Estudiantes de Río Cuarto donde jugó 9 partidos entre agosto de 1975 y febrero de 1976, terminó su carrera en 1977, en Deportes La Serena, de Chile. 
Jugó en la selección argentina. Formó parte del plantel que ganó el Campeonato Panamericano de 1960. También ganó la Copa de las Naciones, en 1964, marcando el primer gol en el triunfo de 3 a 0 sobre Brasil. Fue convocado por Juan Carlos Lorenzo para la selección argentina que participó en el Mundial de Inglaterra 1966, donde repitió el excepcional trío de River Plate, con Luis Artime y Oscar Más, anotando un gol a Suiza en la victoria 2-0 en la primera fase.
Onega, por su velocidad física y mental, fue un jugador atípico para su época. De gran pique corto, buen remate, elegante conductor y eficaz delantero, fue tal vez, el mejor jugador de la década del sesenta.
Junto a su hermano Daniel, Eduardo Solari y Luis Artime, entre otros, acompañó a Jorge Solari, en la creación del Club Renato Cesarini, de la ciudad de Rosario.
Falleció en un accidente de tránsito en la ruta 9, cerca de Lima (provincia de Buenos Aires), cuando se dirigía desde esa localidad hacia Buenos Aires, el 21 de diciembre de 1979. Su cuerpo descansa en el nicho 1498 de la Galería 22 en el Cementerio de la Chacarita.

## Participaciones en Copas del Mundo

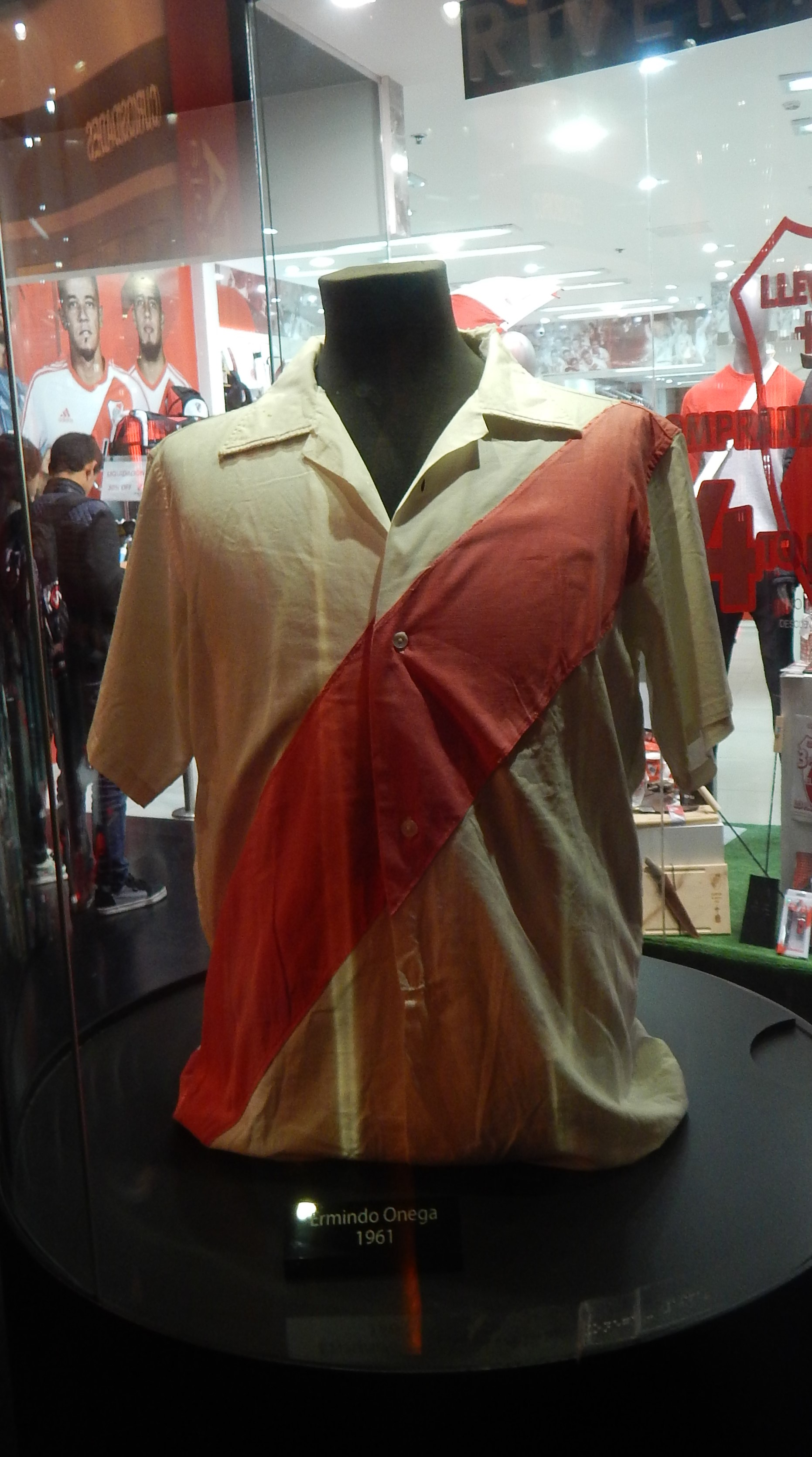
Camiseta de River Plate de Onega, del año 1961.

| Mundial                                 | Sede       | Resultado        | Partidos | Goles |
| --------------------------------------- | ---------- | ---------------- | -------- | ----- |
| Copa Mundial de la FIFA Inglaterra 1966 | Inglaterra | Cuartos de final | 4        | 1     |

## Clubes
| Club               | País      | Año       |
| ------------------ | --------- | --------- |
| River Plate        | Argentina | 1957-1968 |
| Peñarol            | Uruguay   | 1969-1971 |
| Vélez Sarsfield    | Argentina | 1972      |
| Estudiantes (RC)   | Argentina | 1975-1976 |
| Deportes La Serena | Chile     | 1977      |

## Estadísticas
Datos actualizados al fin de la carrera deportiva.
| River Plate Argentina |               |               |     |     |    |    |    |     |     |      |      |
| 1.ª | 1957          | 1             | 0   | -   | -  | 1  | 0  | 2   | 0   | 0,00 |      |
| 1.ª | 1958          | 21            | 15  | 3   | 1  | -  | -  | 24  | 16  | 0,67 |      |
| 1.ª | 1959          | 20            | 6   | -   | -  | -  | -  | 20  | 6   | 0,30 |      |
| 1.ª | 1960          | 19            | 11  | -   | -  | -  | -  | 17  | 10  | 0,58 |      |
| 1.ª | 1961          | 22            | 11  | -   | -  | -  | -  | 22  | 11  | 0,50 |      |
| 1.ª | 1962          | 10            | 2   | -   | -  | -  | -  | 10  | 2   | 0,20 |      |
| 1.ª | 1963          | 26            | 13  | -   | -  | -  | -  | 26  | 13  | 0,50 |      |
| 1.ª | 1964          | 29            | 15  | -   | -  | -  | -  | 29  | 15  | 0,51 |      |
| 1.ª | 1965          | 14            | 6   | -   | -  | -  | -  | 14  | 6   | 0,42 |      |
| 1.ª | 1966          | 11            | 2   | -   | -  | 4  | 2  | 15  | 4   | 0,27 |      |
| 1.ª | M-1967        | 1             | 0   | -   | -  | 2  | 0  | 3   | 0   | 0,00 |      |
| 1.ª | N-1967        | 15            | 4   | -   | -  | -  | -  | 15  | 4   | 0,27 |      |
| 1.ª | M-1968        | 22            | 8   | -   | -  | -  | -  | 22  | 8   | 0,36 |      |
| 1.ª | N-1968        | 8             | 4   | -   | -  | -  | -  | 8   | 4   | 0,50 |      |
| Total club | Total club    | 219           | 97  | 3   | 1  | 7  | 2  | 229 | 100 | 0,43 |      |
| Peñarol · Uruguay |               |               |     |     |    |    |    |     |     |      |      |
| 1.ª | 1969          | 18            | 5   | 10  | 8  | 18 | 7  | 46  | 20  | 0,43 |      |
| 1.ª | 1970          | -             | -   | -   | -  | 15 | 8  | 15  | 8   | 0,53 |      |
| 1.ª | 1971          | 9             | 4   | -   | -  | 4  | 1  | 13  | 5   | 0,38 |      |
| Total club | Total club    | 27            | 9   | 10  | 8  | 37 | 16 | 74  | 33  | 0,44 |      |
| Vélez Sarsfield Argentina |               |               |     |     |    |    |    |     |     |      |      |
| 1.ª | M-1972        | 26            | 6   | -   | -  | -  | -  | 26  | 6   | 0,23 |      |
| 1.ª | N-1972        | 4             | 0   | -   | -  | -  | -  | 4   | 0   | 0,0  |      |
| Total club | Total club    | 30            | 6   | 0   | 0  | 0  | 0  | 30  | 6   | 0,20 |      |
| Total carrera | Total carrera | Total carrera | 276 | 112 | 13 | 9  | 44 | 18  | 333 | 139  | 0,41 |
| (1) Incluye datos de la Copa Suecia (1958); Torneo de Copa Alfredo Lois (1969); Torneo Cuadrangular (1969). (2) Incluye datos de la Copa Aldao (1957); Copa Libertadores de América (1966, 1967, 1969, 1970, 1971); Supercopa de Campeones Intercontinentales (1968, 1969). (3) No incluye goles en partidos amistosos. |               |               |     |     |    |    |    |     |     |      |      |

### Hat-tricks
| 1 | 19 de noviembre de 1958 | Antonio Vespucio Liberti, Buenos Aires | River Plate - Central Córdoba (Rosario) |  | 5 - 2 | Primera División 1958            |
| 2 | 16 de abril de 1961     | Antonio Vespucio Liberti, Buenos Aires | River Plate - Lanús                     |  | 5 - 2 | Primera División 1961            |
| 3 | 22 de noviembre de 1964 | Antonio Vespucio Liberti, Buenos Aires | River Plate - Estudiantes de La Plata   |  | 3 - 2 | Primera División 1964            |
| 4 | 15 de junio de 1969     | Centenario, Montevideo                 | Peñarol - Danubio                       |  | 4 - 3 | Torneo de Copa Alfredo Lois 1969 |

## Palmarés
| Título                                    | Club                | País       | Año  |
| ----------------------------------------- | ------------------- | ---------- | ---- |
| Primera División                          | River Plate         | Argentina  | 1957 |
| Campeonato Panamericano                   | Selección argentina | Costa Rica | 1960 |
| Copas de las Naciones                     | Selección argentina | Brasil     | 1964 |
| Supercopa de Campeones Intercontinentales | Peñarol             | Uruguay    | 1969 |